# Maisoncelles-en-Gâtinais
Maisoncelles-en-Gâtinais ist eine französische Gemeinde im Département Seine-et-Marne in der Region Île-de-France. Sie gehört zum Kanton Nemours (bis 2015 Kanton Château-Landon) im Arrondissement Fontainebleau. Die Bewohner nennen sich Maisoncellois oder Maisoncelloises.

## Geographie
Die Gemeinde grenzt im Westen und im Nordwesten an Aufferville, im Nordosten an Bouligny, im Südosten an Chenou, im Süden an Mondreville und im Südwesten an Arville. 

## Bevölkerungsentwicklung
| Jahr      | 1962 | 1968 | 1975 | 1982 | 1990 | 1999 | 2008 | 2013 |
| --------- | ---- | ---- | ---- | ---- | ---- | ---- | ---- | ---- |
| Einwohner | 143  | 134  | 111  | 90   | 107  | 112  | 136  | 128  |

## Sehenswürdigkeiten
Siehe auch: Liste der Monuments historiques in Maisoncelles-en-Gâtinais
- Kirche Saint-Michel, erbaut im 13. Jahrhundert, Monument historique

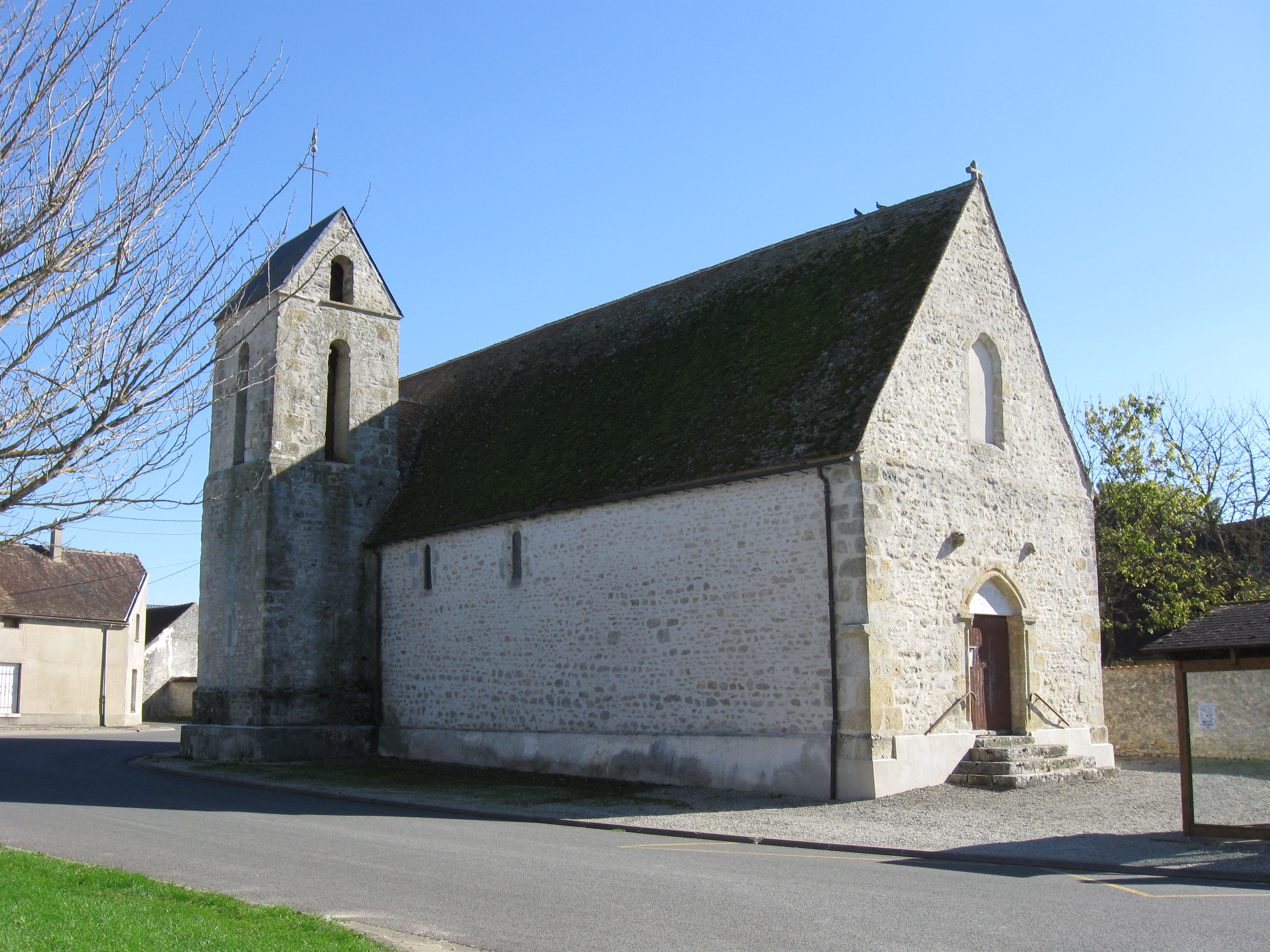
Kirche Saint-Michel
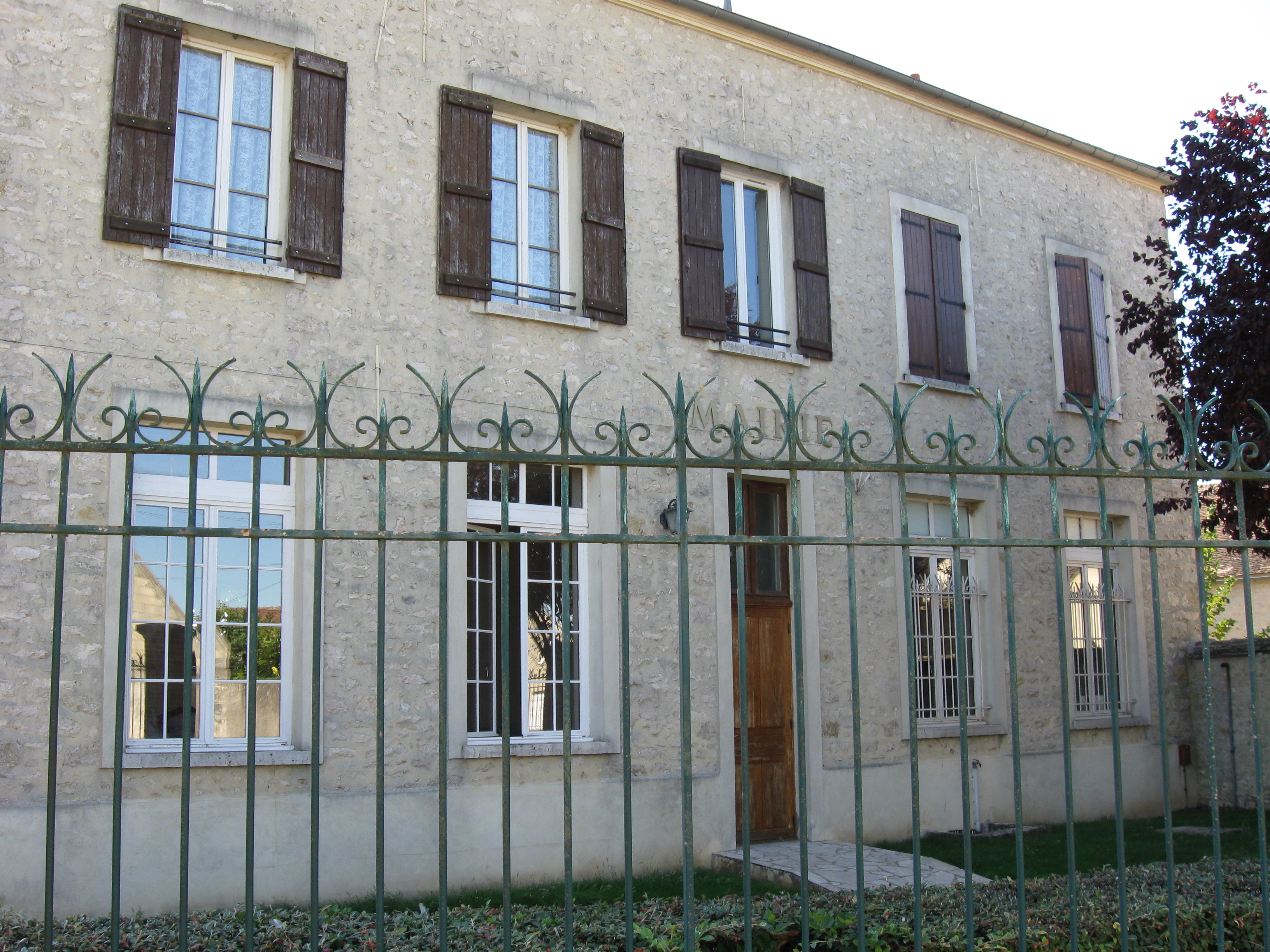
Mairie (Rathaus)